# Kanno Sugako

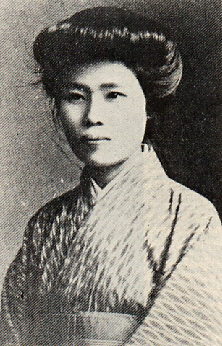
Kanno Sugako.

Kanno Sugako (japanisch 管野 須賀子; * 1881 in Osaka; † 25. Januar 1911), auch genannt Kanno Suga, war eine japanische anarchafeministische Journalistin.

## Biographie

### Frühes Leben
Kanno Sugako wurde 1881 in Osaka geboren. Ihr Vater, Kanno Yoshihige, besaß ein erfolgreiches Bergbaugeschäft, das in Konkurs ging, als Kanno acht oder neun Jahre alt war. Kannos Mutter starb, als sie zehn Jahre alt war. Ihr Vater heiratete erneut und ihre neue Stiefmutter verhielt sich missbräuchlich gegenüber Kanno. Ihre Stiefmutter soll einen Bergarbeiter dazu gebracht haben, sie im Alter von 15 Jahren zu vergewaltigen, was sie traumatisierte. Sie hatte noch eine jüngere Schwester Names Hide und einen jüngeren Bruder.
Kannos erster Kontakt mit dem Sozialismus war ein Aufsatz von Sakai Toshihiko, in dem Sakai Vergewaltigungsopfer dazu aufforderte, die Schuld dafür nicht bei sich selbst zu suchen. Der Aufsatz motivierte sie, mehr von Sakai zu lesen, was ihr Interesse an weiterer sozialistischer Literatur anregte.
Im September 1899, im Alter von 17 Jahren, heiratete Kanno Komiya Fukutarō, ein Mitglied einer Tokyoter Kaufmannsfamilie. Kanno empfand keine Anziehung für ihren neuen Mann, aber die Heirat erlaubte ihr, der Schikanierung durch ihre Stiefmutter zu entkommen. Kanno war weniger am Geschäft, als am Schreiben interessiert. Als ihre Stiefmutter die Familie verließ, kehrte sie 1902 nach Osaka zurück, um sich um ihren Vater zu kümmern.

### Schreiben und Aktivismus
1903 ließ Kanno sich taufen und schloss sich der „Kirisuto-kyō fujin kyōfū-kai“ (キリスト教婦人矯風会), kurz Kyōfū-kai, an, einer christlichen Vereinigung zur gemäßigten Lebensführung. Während sie für eine sozialistische Zeitung in der Präfektur Wakayama arbeitete, begann sie mit dem Linken Arahata Kanson zusammen zu leben. Im Juni 1908 besuchte Kanno eine Kundgebung, die unter dem Namen Roter Fahnen Vorfall (赤旗事件, Akahata jiken) bekannt wurde. Dabei wurden Lieder gesungen und rote Fahnen geschwenkt, und es kam zu Auseinandersetzungen mit der Polizei, die die Versammlung auflösen wollte. Die Führer der Versammlung wurden verhaftet. Kanno ging zur Polizeistation, um sich über deren Verbleib zu informieren und entdeckte, dass sie gefoltert worden waren. Daraufhin wurde sie ebenfalls verhaftet und blieb für zwei Monate in Haft. Während Arahata noch im Gefängnis blieb, begann sie mit dem Anarchisten Kōtoku Shūsui zu leben. Sie kam 1909 wieder kurz ins Gefängnis, da sie ihm geholfen hatte, zwei Ausgaben des Magazins „Jiyū shisō“ (自由思想 „Freiheitliches Denken“) zu publizieren. Kanno verfasste als Autorin eine Serie von Artikeln über Geschlechterdiskriminierung und wirkte als Verteidigerin von Freiheit und gleichen Rechten für Männer und Frauen.

### Die Hochverratsaffäre
1910 wurde sie von der Regierung für ihre angebliche Beteiligung an der „Hochverratsaffäre“ Taigyaku Jiken des Verrates angeklagt. Kanno gehörte zu den 11 Angeklagten (darunter auch Kōtoku und der Zen-Meister Gudō Uchiyama) die zum Tode verurteilt wurden. Sie wurde am 25. Januar 1911 im Alter von 29 Jahren erhängt. Kanno Sugako war die erste Frau mit dem Status einer politischen Gefangenen, die in der Geschichte des modernen Japan hingerichtet wurde.

## Bibliographie
- Anarkowic, Stefan. (1994) Against the god emperor: the anarchist treason trials in Japan. Kate Sharpley Library. 40p.
- Cronin, Joseph. (2014) The Life of Seinosuke: Dr. Oishi and the High Treason Incident: Second Edition. White Tiger Press.
- Encyclopedia of Modern Asia. 2001–2006 by Macmillan Reference USA, an imprint of the Gale Group.
- Hane, Mikiso. (1988) Reflections on the Way to the Gallows: Voices of Japanese Rebel Women. New York: Pantheon Books and University of Berkeley.
- Mackie, Vera. (1997) Creating socialist women in Japan: Gender, Labour, and Activism, 1900–1937. New York: Cambridge University Press.
- Mae, Michiko. "The nexus of nation, culture and gender in modern Japan: The resistance of Kanno Sugako and Kaneko Fumiko". Edited by Andrea Germer, Vera C. Mackie, and Ulrike Wöhr. Translated by Leonie Stickland. In Gender, nation and state in modern Japan. Abingdon, Oxon: Routledge, 2014.
- S. Noma (Hrsg.): Kannon Suga. In: Japan. An Illustrated Encyclopedia. Kodansha, 1993. ISBN 4-06-205938-X, S. 739.
- Raddeker, Hélène. (1998) Treacherous Women of Imperial Japan: Patriarchal Fictions, Patricidal Fantasies. Routledge.
- Sievers, Sharon L. (1983) Flowers in Salt: The Beginnings of Feminist Consciousness in Modern Japan. Stanford: Stanford University Press.
- Sprotte, Maik Hendrik (2001): Konfliktaustragung in autoritären Herrschaftssystemen. Eine historische Fallstudie zur frühsozialistischen Bewegung im Japan der Meiji-Zeit. Marburg, ISBN 3-8288-8323-0.
- Oya, Wataru. (1989) Kanno Suga to Tsonokami Tsuyuko. Osaka. Toho Shuppan.
- Itoya, Toshio. (1970) Kanno Suga: Heiminsha no Fujin Kakumei Kazo. Iwanami Shinsho, 740. 226p

## Links
- Brief biography of Kanno Suga
- Progressive images of women in Japan in the 19th and 20th centuries